# St. Laurentius (Nackendorf)

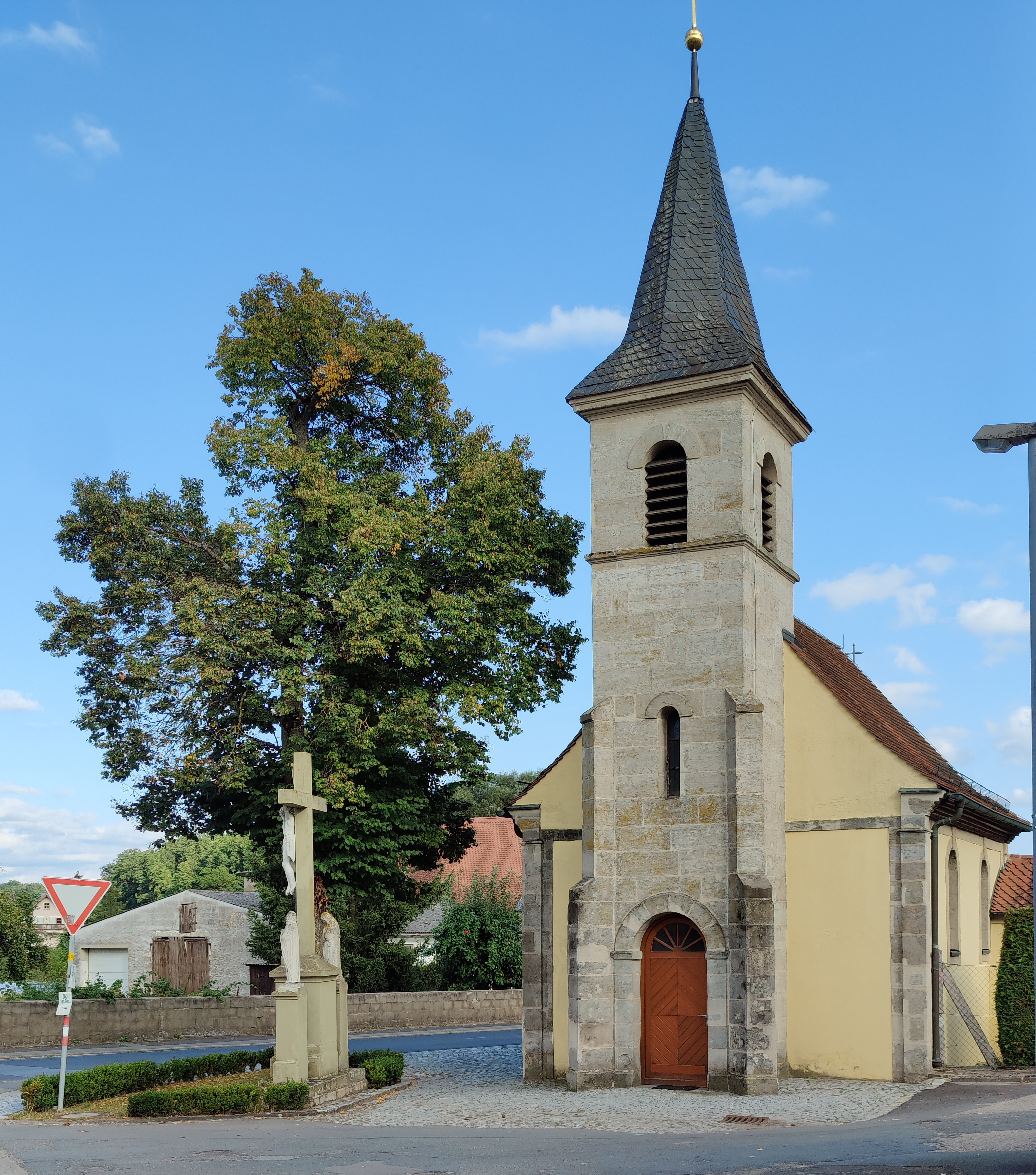
St. Laurentius in Nackendorf

Die römisch-katholische, denkmalgeschützte Filialkirche St. Laurentius steht in Nackendorf, einem Gemeindeteil der Stadt Höchstadt an der Aisch im Landkreis Erlangen-Höchstadt (Mittelfranken, Bayern). Das Bauwerk ist unter der Denkmalnummer D-5-72-135-122 als Baudenkmal in der Bayerischen Denkmalliste eingetragen. Die Kapelle gehört zur Pfarrei St. Georg im Seelsorgebereich Höchstadt im Dekanat Forchheim des Erzbistums Bamberg. In der Kapelle findet 14-täglich am Donnerstag eine Heilige Messe statt. 

## Beschreibung
1742 wurden das Langhaus und der eingezogene, dreiseitig geschlossene Chor im Südosten der Saalkirche gebaut. Der im Nordwesten in das Langhaus eingestellte Kirchturm aus Quadermauerwerk, der an den Ecken von Strebepfeilern gestützt wird, und der mit einem achtseitigen, schiefergedeckten Knickhelm versehen wurde, entstand erst 1921. In diesem Jahr wurde auch die Sakristei an die Südostwand des Chors angebaut. Der barocke, mit einem Wappen bekrönte, und mit Knorpelwerk verzierte Hochaltar wurde Ende des 17. Jahrhunderts gebaut. Im Altarretabel zwischen gedrehten Säulen sind arme Seelen zu sehen. Der kleine rechte Seitenaltar stellt auf seinem Altarretabel eine Legende über Lazarus dar. Darüber ist das Bild einer Schutzmantelmadonna angebracht. Im linken Seitenaltar ist eine spätgotische Mondsichelmadonna zu sehen. An den Wänden des Langhauses befinden sich vier spätgotische Statuetten: Rechts St. Laurentius und St. Ottilia, links Anna selbdritt und eine Madonna mit Kind. Im Jahre 1995 erhielt die Kapelle einen kleinen Volksaltar. Im Juli 2018 erhielt die Kapelle eine Truhenorgel mit einem Manual.